# 余姚城隍庙
余姚城隍庙位于中国浙江省宁波余姚市城区，始建于宋代，原在龙泉山东南麓，宋末迁至县衙东首，即今阳明东路南侧。建筑原由山门、大殿、东西两庑（后改为楼）、穿堂及寝宫等组成，20世纪80年代山门被迁建于龙泉山中天阁西侧，今原址仅存大殿，建筑坐北朝南，原山门与大殿面阔均为五间，重檐歇山顶，大殿进深十一檩，明间为抬梁式，用五柱，次间、梢间为穿斗式，用八柱，2014年9月23日公布为余姚市文物保护单位。